# Championnats du monde d'aquathlon 1999
Les Championnats du monde d'aquathlon 1999 présentent les résultats des championnats mondiaux d'aquathlon en 1999 organisés par la fédération internationale de triathlon.
Les 2e championnats se sont déroulés à Noosa en Australie le 31 octobre 1999.

## Distances parcourues
| Distances course (kilomètres) | Distances course (kilomètres) | Distances course (kilomètres) |
| Course à pied                 | Natation                      | Course à pied                 |
| ----------------------------- | ----------------------------- | ----------------------------- |
| 2,5                           | 1                             | 2,5                           |

## Résultats

### Élite
| Rang               | Athlète      | Pays             | Temps       |
| ------------------ | ------------ | ---------------- | ----------- |
| Médaille d'or      | Shane Reed   | Nouvelle-Zélande | 32 min 47 s |
| Médaille d'argent  | Paul Amey    | Nouvelle-Zélande | 32 min 53 s |
| Médaille de bronze | Levi Maxwell | Australie        | 32 min 56 s |

| Rang               | Athlète         | Pays        | Temps       |
| ------------------ | --------------- | ----------- | ----------- |
| Médaille d'or      | Rina Hill       | Australie   | 36 min 09 s |
| Médaille d'argent  | Nicole Hackett  | Australie   | 36 min 44 s |
| Médaille de bronze | Michelle Dillon | Royaume-Uni | 37 min 31 s |

## Tableau des médailles
| Rang  | Nation           | Or | Argent | Bronze | Total |
| ----- | ---------------- | -- | ------ | ------ | ----- |
| 1     | Australie        | 1  | 1      | 1      | 3     |
| 2     | Nouvelle-Zélande | 1  | 1      | 0      | 2     |
| 3     | Royaume-Uni      | 0  | 0      | 1      | 1     |
| Total | Total            | 2  | 2      | 2      | 6     |